# Perdicinae
Sous-famille
Les Perdicinae sont une sous-famille d'oiseaux qui regroupe plusieurs genres de Phasianidae. Ces gallinacés ont la particularité de ne pas avoir d'ergots. Ils se nomment lerva, tétraogalle, perdrix, caille, francolin, ophrysie, perdicule, xénoperdrix, torquéole, rouloul, poulette, bambusicole, galloperdix.

## Liste des genres
- Alectoris (7 espèces)
- Ammoperdix (2 espèces)
- Anurophasis (1 espèce)
- Arborophila (21 espèces)
- Bambusicola (2 espèces)
- Caloperdix (1 espèce)
- Coturnix (6 espèces)
- Dendroperdix (1 espèce)
- Excalfactoria (2 espèces)
- Francolinus (5 espèces)
- Galloperdix (3 espèces)
- Haematortyx (1 espèce)
- Lagopus (3 espèces)
- Lerwa (1 espèce)
- Margaroperdix (1 espèce)
- Melanoperdix (1 espèce)
- Peliperdix (4 espèces)
- Perdicula (4 espèces)
- Perdix (3 espèces)
- Pternistis (23 espèces)
- Rhizothera (2 espèces)
- Rollulus (1 espèce)
- Scleroptila (7 espèces)
- Tetraogallus (5 espèces)
- Tetraophasis (2 espèces)
- Xenoperdix (2 espèces)

## Les espèces
D'après la classification de référence (version 2.7, 2010) du Congrès ornithologique international (ordre phylogénique) : Note: l'espèce Lagopus est enregistrée dans la sous famille Perdicinae mais aussi dans la sous-famille Tetraoninae ??